# صومعه تساغاتس کار
صومعه تساغاتس کار (ارمنی: Ցախաց քար Վանք; انگلیسی: Tsaghats Kar Monastery) یک صومعه حواری ارمنی واقع در بین روستاهای یغگیس و هورباتغ، در استان وایوتس‌جور، ارمنستان می‌باشد. ساخت و ساز این ساختمان سده ۱۰ام میلادی؛ به پایان رسید. این بنا به سبک معماری ارمنی طراحی شده‌است.

## نگارخانه

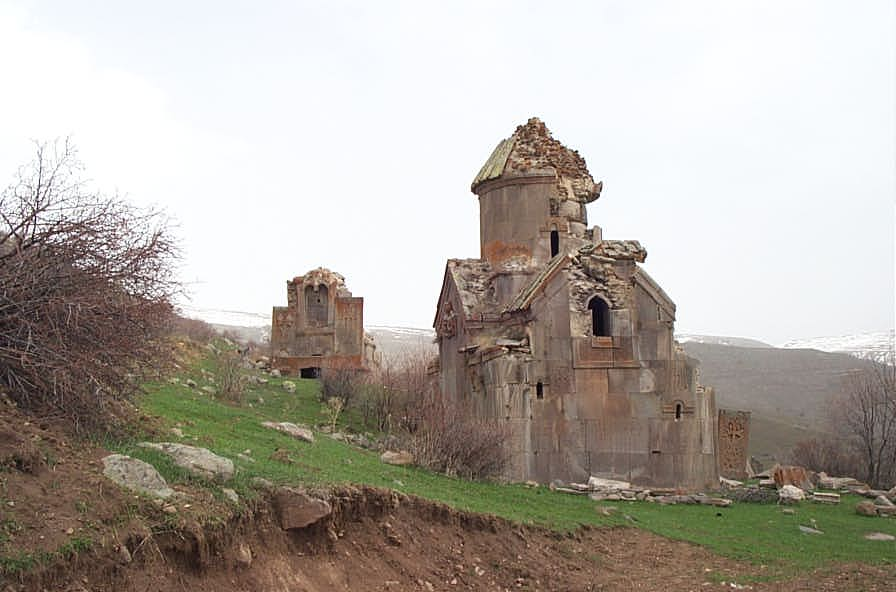
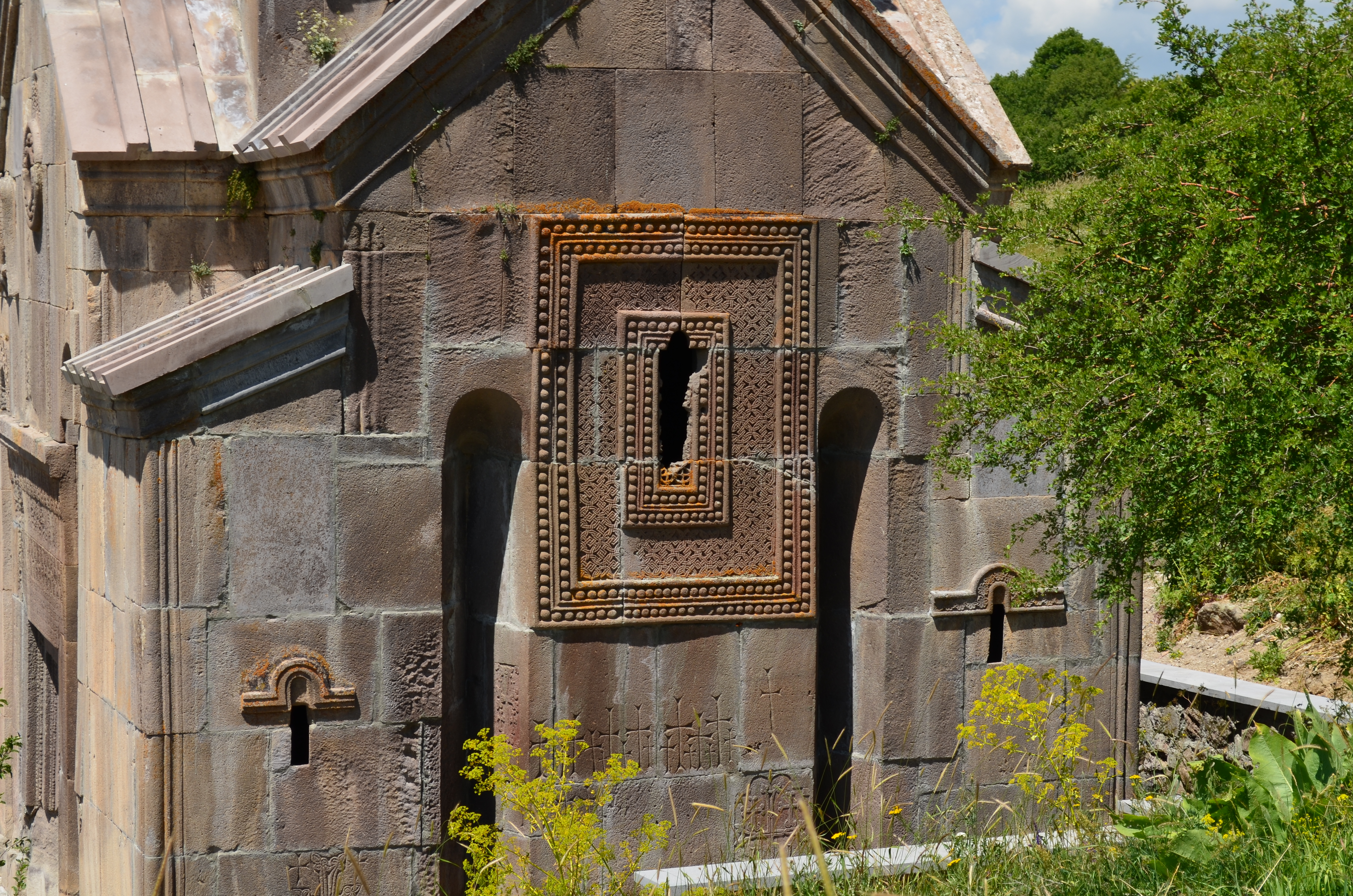
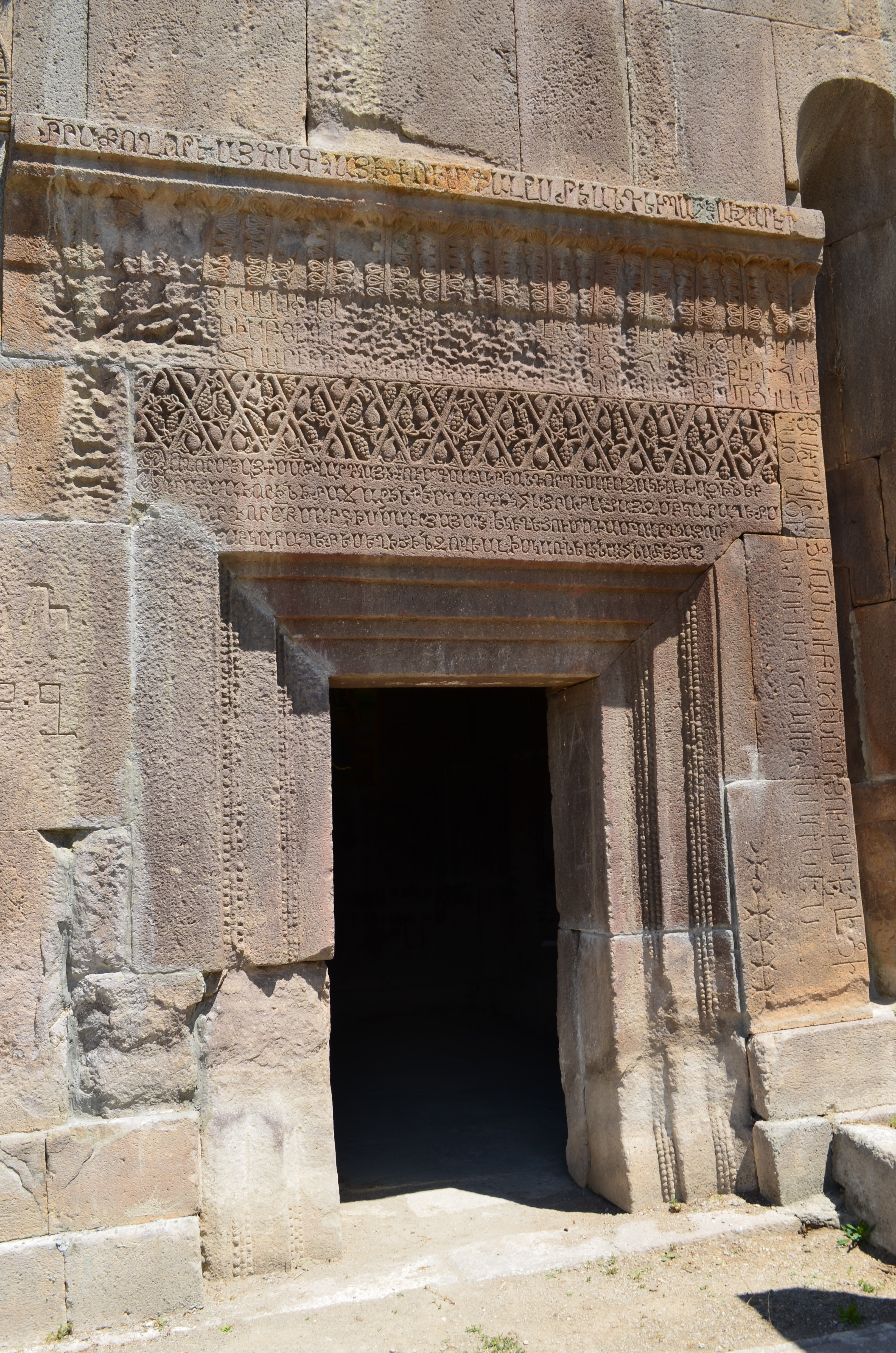
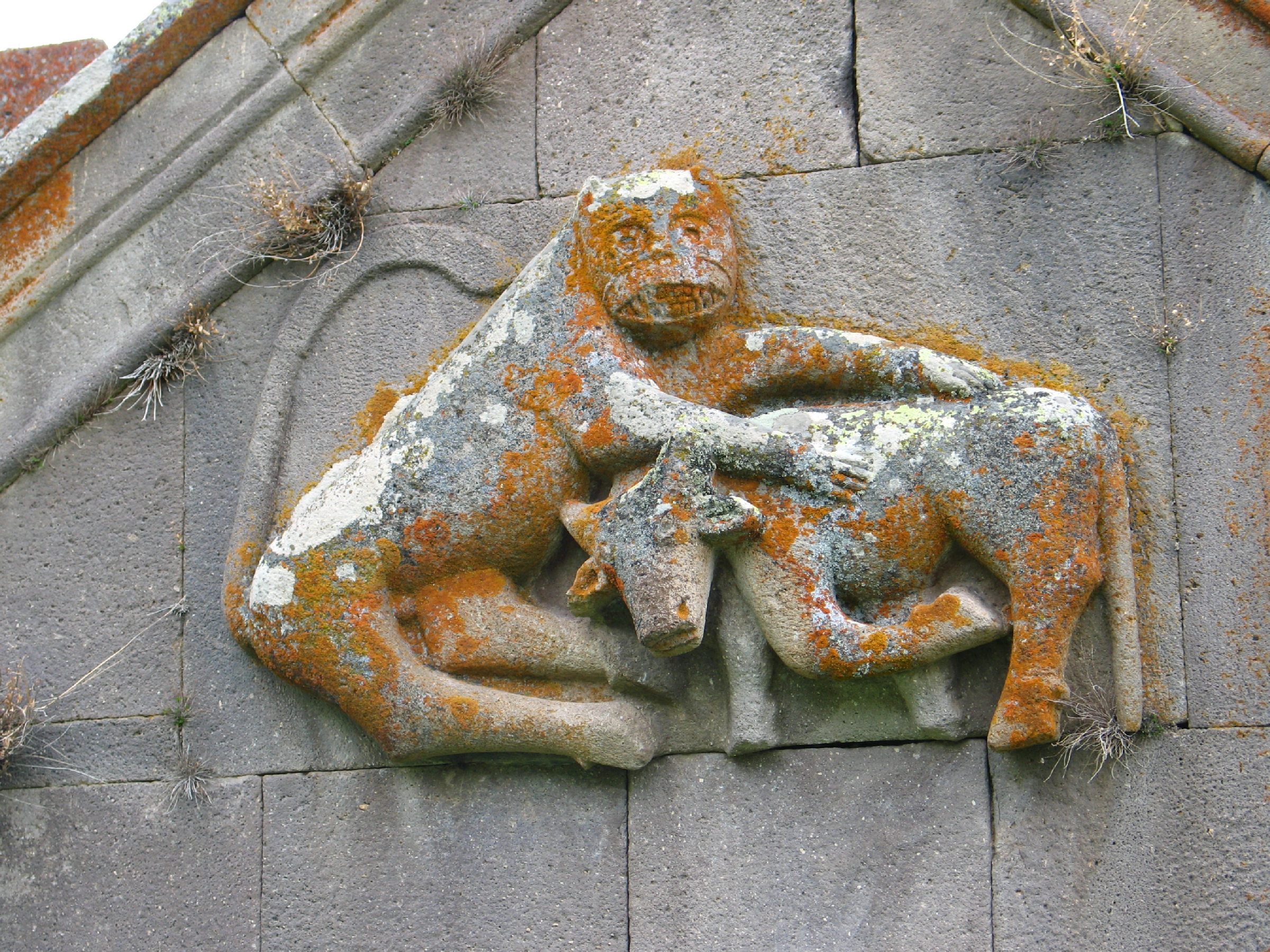